# Lijst van nummer 1-hits in Nieuw-Zeeland in 2013
Deze hits stonden in 2013 op nummer 1 in de RIANZ Top 40, de bekendste hitlijst in Nieuw-Zeeland.
| Datum        | Artiest                               | Titel                 |
| ------------ | ------------------------------------- | --------------------- |
| 7 januari    | Macklemore, Ryan Lewis & Wanz         | Thrift shop           |
| 14 januari   | Macklemore, Ryan Lewis & Wanz         | Thrift shop           |
| 21 januari   | will.i.am & Britney Spears            | Scream & shout        |
| 28 januari   | Macklemore, Ryan Lewis & Mary Lambert | Same love             |
| 4 februari   | Macklemore, Ryan Lewis & Mary Lambert | Same love             |
| 11 februari  | Macklemore, Ryan Lewis & Mary Lambert | Same love             |
| 18 februari  | P!nk & Nate Ruess                     | Just give me a reason |
| 25 februari  | Baauer                                | Harlem shake          |
| 4 maart      | P!nk & Nate Ruess                     | Just give me a reason |
| 11 maart     | P!nk & Nate Ruess                     | Just give me a reason |
| 18 maart     | Lorde                                 | Royals                |
| 25 maart     | Lorde                                 | Royals                |
| 1 april      | Lorde                                 | Royals                |
| 8 april      | Passenger                             | Let her go            |
| 15 april     | Passenger                             | Let her go            |
| 22 april     | Robin Thicke, T.I. & Pharrell         | Blurred lines         |
| 29 april     | Robin Thicke, T.I. & Pharrell         | Blurred lines         |
| 6 mei        | Robin Thicke, T.I. & Pharrell         | Blurred lines         |
| 13 mei       | Robin Thicke, T.I. & Pharrell         | Blurred lines         |
| 20 mei       | Robin Thicke, T.I. & Pharrell         | Blurred lines         |
| 27 mei       | Robin Thicke, T.I. & Pharrell         | Blurred lines         |
| 3 juni       | Robin Thicke, T.I. & Pharrell         | Blurred lines         |
| 10 juni      | Robin Thicke, T.I. & Pharrell         | Blurred lines         |
| 17 juni      | Lorde                                 | Tennis court          |
| 24 juni      | Robin Thicke, T.I. & Pharrell         | Blurred lines         |
| 1 juli       | Robin Thicke, T.I. & Pharrell         | Blurred lines         |
| 8 juli       | Robin Thicke, T.I. & Pharrell         | Blurred lines         |
| 15 juli      | Miley Cyrus                           | We Can't Stop         |
| 22 juli      | Ginny Blackmore                       | Bones                 |
| 29 juli      | Jackie Thomas                         | It's worth it         |
| 5 augustus   | Jackie Thomas                         | It's worth it         |
| 12 augustus  | Avicii                                | Wake me up            |
| 19 augustus  | Katy Perry                            | Roar                  |
| 26 augustus  | Katy Perry                            | Roar                  |
| 2 september  | Katy Perry                            | Roar                  |
| 9 september  | Katy Perry                            | Roar                  |
| 16 september | Katy Perry                            | Roar                  |
| 23 september | Katy Perry                            | Roar                  |
| 30 september | Katy Perry                            | Roar                  |
| 7 oktober    | Katy Perry                            | Roar                  |
| 14 oktober   | Katy Perry                            | Roar                  |
| 21 oktober   | Katy Perry                            | Roar                  |
| 28 oktober   | Katy Perry                            | Roar                  |
| 4 november   | One Direction                         | Story of my life      |
| 11 november  | Eminem & Rihanna                      | The monster           |
| 18 november  | Eminem & Rihanna                      | The monster           |
| 25 november  | Eminem & Rihanna                      | The monster           |
| 2 december   | One Direction                         | Strong                |
| 9 december   | Eminem & Rihanna                      | The monster           |
| 16 december  | Ed Sheeran                            | I See Fire            |
| 23 december  | Ed Sheeran                            | I see fire            |
| 30 december  | Ed Sheeran                            | I see fire            |